# Eremophila hygrophana
Eremophila hygrophana är en flenörtsväxtart som beskrevs av Chinnock. Eremophila hygrophana ingår i släktet Eremophila och familjen flenörtsväxter. Inga underarter finns listade i Catalogue of Life.